# Vlag van Võrumaa

Vlag van Võrumaa

De vlag van Võrumaa, een provincie van Estland, bestaat net als alle vijftien andere Estische provincievlaggen uit twee even hoge banen van wit en groen met het provinciewapen op het midden van de witte baan. Groen staat voor de natuur in Estland. Ook toen werd gekozen voor een unieke en als zodanig direct herkenbare provincievlag. De vlag is, net als alle andere provincievlaggen, vastgelegd door toenmalig president Konstantin Päts: dit gebeurde op 12 december 1996. De hoogtelengte verhouding van de vlaggen is 7:11; bij een vlag van 105 bij 165 centimeter is de hoogte van het wapen 40 centimeter.
Het provinciewapen op het midden van de witte baan van de vlag bestaat uit een blauw schild met een gele ring en een wit zwaard met geel gevest.
Het wapen werd in 1934 ontworpen, in 1937 aangenomen en in 1996 weer bevestigd. De ring is een sprekend element; võru betekent ring in het Nederlands. Het zwaard is het magische zwaard van Kalevipoeg, een held uit het gelijknamige Estse nationale epos ‘Kalevipoeg’ van F.R. Kreutzwald, die afkomstig was uit Võru.